# Mademoiselle Else
Pour les articles homonymes, voir Else (homonymie).
Mademoiselle Else (titre original : Fräulein Else) est une nouvelle de l'écrivain et médecin autrichien Arthur Schnitzler publiée en 1924. Schnitzler y utilise la technique littéraire du monologue intérieur. La première traduction française de la nouvelle est parue en 1926 aux éditions Stock, Delamain et Boutelleau. Si la critique littéraire française (Edmond Jaloux) ne l'a pas toujours reçu à sa juste valeur, Mademoiselle Else est considéré aujourd'hui comme un chef-d'œuvre incontestable. 
Cette œuvre a fait l'objet d'une adaptation cinématographique par Paul Czinner dès 1929. 

## Présentation de la nouvelle

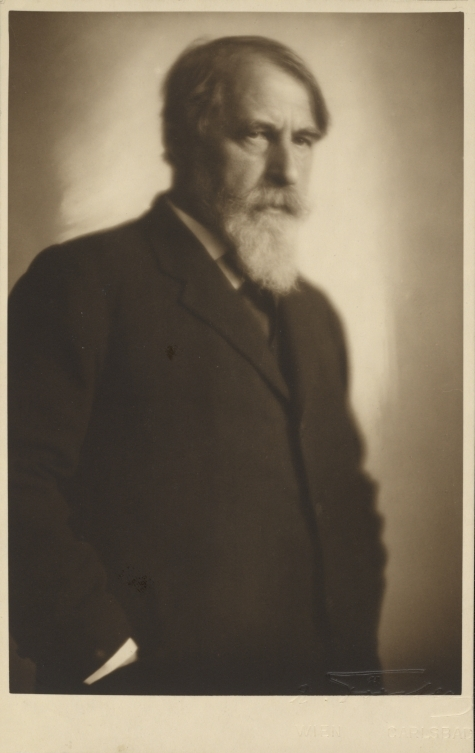
Arthur Schnitzler en 1927.

Le sujet de la nouvelle est le suivant : une jeune fille nommée Else, issue de la bourgeoisie viennoise, est contrainte à l'humiliation, allant jusqu'à la prostitution, pour sauver son père avocat de la ruine.

### La technique narrative du monologue intérieur
Cette célèbre nouvelle d'Arthur Schnitzler (1862-1931) présente l'originalité d'être exclusivement composée, à l'exception de quelques dialogues, de la suite des pensées de mademoiselle Else d'une soirée à l'autre, en allant jusqu'à ses dernières pensées, selon la technique narrative du monologue intérieur.

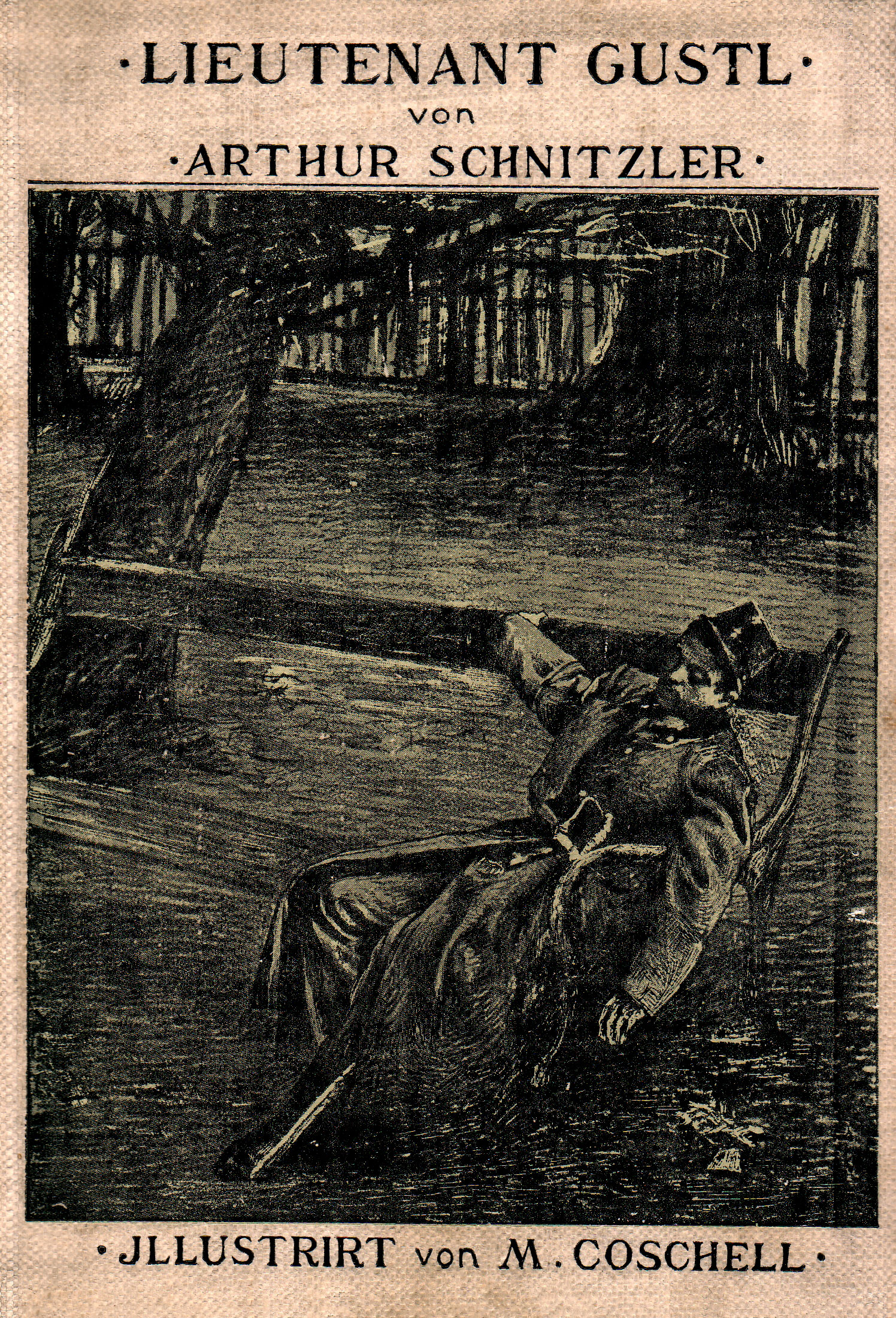
Mademoiselle Else (1924) a été conçu selon le procédé narratif du monologue intérieur comme Le Sous-lieutenant Gustel (1900), mais n'en est pas qu'un simple remake en plus tragique, comme le pensait son auteur.

D'après Jacques Le Rider, le monologue intérieur constitue un « point de convergence entre l'écriture de Schnitzler et la psychanalyse freudienne ». Pour Le Rider, à partir de la nouvelle de Schnitzler Le Sous-lieutenant Gustel (1900), on considère que « Schnitzler fut le premier auteur de langue allemande à reprendre la technique narrative du monologue intérieur qu'avait expérimentée le Français Édouard Dujardin dans Les lauriers sont coupés petit roman de 1887 ». Mais à la différence du Sous-lieutenant Gustel, le monologue intérieur de Mademoiselle Else, paru en 1924, « contient, lui, des indications précises sur la date et le lieu de l'action : en septembre 1896, dans un hôtel de montagne du Tyrol du Sud ».
Les parents d'Else, endettés, « n'hésitent pas à la prostituer » dans le but d'obtenir de l'argent du marchand d'art Dorsday. Le  médecin gynécologue, cousin de la jeune fille, censé la protéger, n'a de toute évidence « rien compris à son “cas” », poursuit Jacques Le Rider dans son analyse, en ajoutant ce commentaire : « Else a toutes les faiblesses, mais aussi les ressources de la féminité : fragile, vulnérable et passive, elle arrive, par son jeu théâtral et par son charme, à reprendre un certain ascendant sur son entourage et à se dérober au chantage en mettant en scène une crise hystérique et en se donnant la mort. Avec une subtilité virtuose, Schnitzler parvient à condenser tous ces conflits dans le flux du monologue intérieur de la jeune fille ».
Brigitte Vergne-Cain et Gérard Rudent considèrent que même si Mademoiselle Else est « conçue “dans la méthode Gustl” » (comme le pensait Arthur Schnitzler lui-même), ce n'est pas un simple remake « en plus tragique » : Schnitzler écrit en fait « le plus extraverti des monologues intérieurs [...,] l'intrigue dramatique est des plus fortes ; il ne s'agit pas du tout d'une quotidienneté banale [...] ; c'est donc très différent du monologue intérieur de Benjy, selon Faulkner, dans Le Bruit et la Fureur (1929) ou de celui de Mme Bloom, à la fin du grand roman de Joyce, Ulysses (1922) ».

## Résumé
Else T., fille d'un avocat viennois, se trouve pour quelques jours de vacances dans une station thermale italienne. Là, elle reçoit une lettre de sa mère, dans laquelle elle la prie de demander d'urgence un prêt à Dorsday, riche marchand d'objets d'arts, car son père a perdu au jeu de l'argent appartenant à ses pupilles et sera bientôt arrêté s'il ne peut pas rembourser. Else va voir Dorsday et lui explique la situation difficile de sa famille.
Dorsday consent à prêter les 30 000 florins nécessaires, mais exige en contrepartie l'autorisation de pouvoir contempler Else nue pendant un quart d'heure. Else réagit violemment à cela, mais réfléchit au cours de la soirée sur le dilemme de sa situation. Partagée entre une fidélité absolue à son père et son fort désir d'autonomie, elle n'arrive pas à choisir une des deux options possibles : si elle rejette l'offre de Dorsday, elle abandonne son père à son destin ; la proposition de Dorsday équivaudrait à de la prostitution.
Dans cette situation conflictuelle, dans laquelle Else n'arrête pas de changer d'avis, transparaissent les désirs exhibitionnistes et de mort de la jeune fille, ainsi que sa soif d'être aimée et son aspiration non avouée à s'émanciper. Dans l'opposition entre les exhibitions publiques qu'elle se voit faire dans son imagination et son refus pudique de se déshabiller devant Dorsday, on voit la contradiction entre la domination de l'homme sur la femme et le désir de l'émancipation féminine.
Mais il s'avère en fin de compte qu'Else n'est pas en mesure de s'opposer aux exigences de son père et d'imposer sa propre volonté. En même temps, il devient de plus en plus clair que l'abandon de soi-même de Else ira de pair avec un suicide - dans ses pensées, le suicide est toujours considéré comme une décision possible. Toutefois, il devient également clair pour Else qu'elle ne pourra pas se rendre seule chez Dorsday et qu'elle n'est pas capable de subir cette humiliation.
Else se rend dans un salon de l'hôtel seulement habillée d'un manteau noir, accepte de se montrer nue, puis s'évanouit. Elle tente ensuite de se suicider en ingérant discrètement des somnifères, ce qui semble la libérer définitivement. L'œuvre se termine par son endormissement après avoir pris ses somnifères : rien ne nous dit si son suicide est effectif ou si elle est seulement plongée dans un sommeil.

### Personnages
- Else : personnage principal de l'œuvre, autour de qui tourne toute l'histoire; ce roman tourne presque entièrement autour de sa situation, ses choix et ses états d'âme
- Le père d'Else : avocat de profession
- La mère d'Else : écrit à sa fille pour qu'elle demande de l'argent à un ami du père
- Fred : une des seules personnes en qui Else ait confiance
- Paul : le cousin d'Else
- Cissy : l'amante de Paul, ce qui énerve profondément Else
- Dorsday : est censé être l'ami du père d'Else, et c'est à lui qu'Else doit demander de l'argent
- Maître Fiala : notaire chez qui la dette du père d'Else doit être versée.

## Parution, éditions de la nouvelle

### En allemand
- Édition originale : Fräulein Else, Paul Zsolnay Verlag, Berlin Wien Leipzig, 1924.

### Traductions françaises
- Mademoiselle Else, traduit de l'allemand par Clara Katharina Pollaczek (de), Stock, Delamain et Boutelleau, 1926
- Mademoiselle Else [Texte imprimé] ; [suivi de plusieurs autres nouvelles], traduction de Clara K. Pollaczek (pour Mademoiselle Else), Paris, Stock, Delamain et Boutelleau, 1932[3]
- Mademoiselle Else, texte français de Henri Christophe, Préface de Roland Jaccard, Librairie générale française, 1993  (ISBN 2-253-06344-4)[4]
- Mademoiselle Else, dans Arthur Schnitzler, Romans et Nouvelles. II 1909-1931, Brigitte Vergne-Cain et Gérard Rudent (dir.), Préface et notices (1994 et 1996 Librairie générale française pour la présentation et les notes), 2 tomes, Le Livre de poche « La Pochothèque », coll. « Classiques modernes », tome II, p. 469-531, traduction : Henri Christophe, 1996.

## Réception
Si Fräulein Else est « considéré aujourd'hui comme un chef d'œuvre incontestable », il ne semble pas qu'à lire le Journal et la Correspondance de son auteur, celui-ci ait « débordé d'enthousiasme pour sa nouvelle », contrairement à ce qu'il pensait  (notation du 19 juillet 1900) de son Le Sous-lieutenant Gustel.

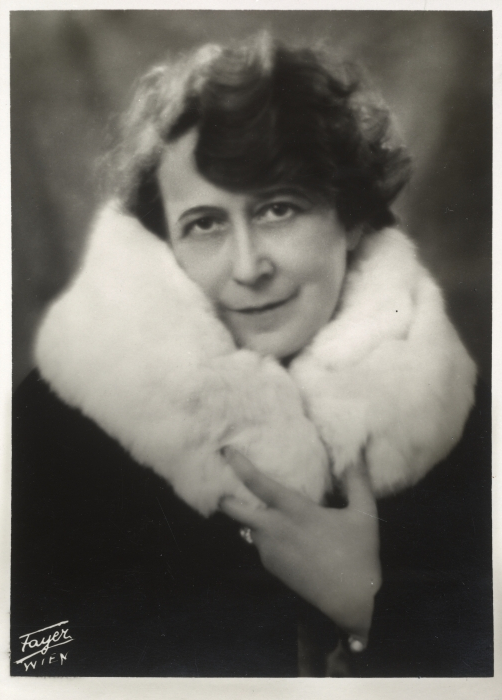
Clara Katharina Pollaczek(1875–1951) est la première traductrice en français de la nouvelle d'Arthur Schnitzler Fräulein Else.

Dans les années 1920-1930, Arthur Schnitzler aura  souffert « d’être considéré par la critique (non seulement française d’ailleurs) comme maître de la petite forme et comme créateur d’œuvres légères », alors qu'en 1926, « il a écrit, depuis longtemps, un “vrai grand” roman, plusieurs longues nouvelles (considérées parfois comme de brefs romans) et plusieurs pièces en cinq actes ». 

### La première traduction française deFräulein Else
Dès la publication de la nouvelle chez Zsolnay à Vienne, Clara Katharina Pollaczek (de) (née Loeb, 1875-1951) entreprend une « traduction française du monologue d’Else ». Jugeant l'entreprise risquée, Arthur Schnitzler « ne dévoile pas le nom de la traductrice », et  sur les conseils de Berta Zuckerkandl (« belle-sœur de Paul Clemenceau, connue dans les milieux intellectuels viennois comme la “conseillère aulique” »), alors qu'il ne connaît pas la nouvelle, « Maurice Delamain, des éditions Stock, propose à Schnitzler de la publier dans un recueil avec d’autres de ses textes », ce que désapprouve l'écrivain qui, le 25 janvier 1926, répond « en exigeant que Fräulein Else paraisse seule, comme livre autonome ». La  traduction de C. K. Pollaczek, désormais terminée, Schnitzler s'en montre satisfait, et elle semble aussi avoir convaincu l’éditeur. Toutefois, le 30 janvier 1926, Delamain demande à Berta Zuckerkandl de revoir encore une fois la traduction afin d'améliorer quelques détails. Finalement, « ce travail semble avoir été réalisé par Germaine Delamain, l’épouse de l’éditeur. Le livre est publié en juillet 1926, sans que le nom de la traductrice soit mentionné ».

### La critique d'Edmond Jaloux
Selon Karl Zieger, l'article d'Edmond Jaloux  consacré à Mademoiselle Else dans Les Nouvelles littéraires du 7 août 1926 « occupe une place particulière, car il a provoqué une réaction vive de la part de Schnitzler, une réaction révélatrice d’un certain malaise de l’écrivain viennois par rapport à la réception de son œuvre en France ».
Tout en reconnaissant le bien fondé de l’utilisation du monologue intérieur dans cette nouvelle, Jaloux « ignore manifestement que Schnitzler a employé cette technique narrative déjà plus de vingt-cinq ans auparavant, dans la nouvelle Le Lieutenant Gustl », de sorte qu'il « se pose la question de savoir, « si M. Arthur Schnitzler doit quelque chose au procédé, jadis inventé par M. Édouard Dujardin et perfectionné depuis par M. James Joyce et M. Valery Larbaud » ».
Aveuglé par les deux personnages masculins (le père d'Elsa qualifié d’« avocat de génie » et « Dorsday dont il cite longuement les propos alors qu’il néglige les réactions d’Else »), Jaloux ne semble pas bien comprendre la fin de ce qu'il appelle « l’anecdote » : « il présente en tout cas le fait qu’Else se dénude non pas devant Dorsday, mais devant tous les vacanciers présents dans le salon de musique de l’hôtel, comme un accident et non pas comme une décision prise délibérément par la protagoniste ». L'article contient aussi des « remarques assez désobligeantes qui ne visent pas seulement la nouvelle en question mais l’ensemble de la création schnitzlerienne, sans que Jaloux mentionne une autre œuvre de l’écrivain viennois. Il lui reproche d’abord « cet érotisme frôleur particulier à M. Arthur Schnitzler […] ce libertinage à demi-sentimental » qui serait « la marque du génie viennois » et poursuit : « ses romans et nouvelles font un peu penser à des opérettes pathologiques et tragiques – à une Belle Hélène de maison de santé » ».

## Adaptations

### Cinéma
- 1929 : Fräulein Else, film muet de Paul Czinner. Le rôle d'Else est interprété par Elisabeth Bergner.
- 1974 : Fräulein Else, avec, dans les rôles principaux, Marianne Nentwich et Curd Jürgens.
- 2010 : film d'Isabelle Prim, projeté en avant-première au Festival international du film de Locarno.
- 2013 : film d'Anna Martinetz, projeté en avant-première au Festival des films du monde de Montréal. Dans le film, l'action est transposée de nos jours.
- 2025 : El talento, film espagnol de Polo Menárguez. Le rôle d'Else (Elsa) est interprété par Ester Expósito.

### Théâtre
- 2013 : Mademoiselle Else, au Théâtre de la Bastille, Paris.
- 2020 : Miss Else, au Théâtre des Martyrs à Bruxelles.
- 2020 : Mademoiselle Else, mise en scène Nicolas Briançon, Théâtre de Poche-Montparnasse.

### Bande dessinée
- 2009 : Mademoiselle Else, adaptation par Manuele Fior, Delcourt. Prix de la ville de Genève pour la bande dessinée.